# Мелдоний
Мелдоний, известен също като Милдронат, е фармацевтичен продукт, създаден през 1970 година от Иварс Калвинш и произвеждан главно от фармацевтичната компания Гриндекс, но и от други компании. Разпространява се в Източна Европа като лекарство за исхемия.
Според самия изобретател професор Иварс Калвинш лекарството е синтезирано през 70-те  след опити да се създаде схема за утилизация на асиметричен диметилхидразин, силно токсично вещество използвано като ракетно гориво.
Лекарството придобива световна популярност в началото на 2016 година, когато световната антидопингова агенция го въвежда в списъка си със забранени вещества. В резултат на това множество атлети в различни видове спортове са уличени в използване на мелдоний. Уличените спортисти са главно руснаци и източноевропейци, като най-голямата звезда сред тях е Мария Шарапова.
От 1 януари до 25 март 2016 година са регистрирани 123 положителни допинг проби за мелдоний.
България не остава по-далеч от скандала, като спортист номер 1 на страната за 2015 година – Габриела Петрова, също е уличена в използването му.